# Ivo Basay
Ivo Alexis Basay Hatibovic (Santiago del Cile, 13 aprile 1966) è un allenatore di calcio ed ex calciatore cileno, di ruolo attaccante.

## Carriera

### Club
Inizia la carriera nel Magallanes nel 1983. Diventa capocannoniere del campionato di calcio cileno con il Magallanes nel 1985. Dopo aver giocato nell'Everton de Viña del Mar, nel 1987 si trasferisce in Francia, per militare per quattro stagioni nello Stade Reims.
Nel 1991 passa ai messicani del Necaxa, con il quale segna 99 reti in 186 partite. Nel 1994 gioca nel Boca Juniors per 8 partite, segnando 4 reti.
Nel 1996 torna in Cile, al Colo-Colo, dove chiude la carriera nel 1999.

### Nazionale
Con la Nazionale di calcio cilena ha debuttato il 6 maggio 1986 contro il Brasile. In 11 anni ha giocato 24 partite, segnando 6 reti.

## Palmarès

### Giocatore

#### Club

##### Competizioni nazionali
- Campionato messicano: 1

Club Necaxa: 1994-1995
- Coppa del Messico: 1

Club Necaxa: 1994-1995
- Campionato cileno: 3

Colo Colo: 1996, Clausura 1997, 1998
- Coppa del Cile: 1

Colo Colo: 1996

##### Competizioni internazionali
- Coppa delle Coppe CONCACAF: 1

Necaxa: 1994

#### Individuale
- Pallone d'oro (Messico): 1

1992-1993
- Miglior marcatore della Supercoppa Sudamericana: 1

1997

### Allenatore
- Coppa del Cile: 1

Palestino: 2018